# Effetto copycat
In criminologia, l'effetto copycat ("effetto copione" in italiano) è la tendenza che la copertura mediatica dei fatti di cronaca nera avrebbe di rendere più frequenti crimini simili a quelli di cui tratta, inducendo altri criminali a imitarli (ossia, la tendenza di aumentare i copycat crimes, cioè i "crimini per imitazione").

## Origini
Il termine fu coniato per la prima volta intorno al 1916 a causa dei crimini ispirati da Jack lo squartatore. A causa dell'aumento dei crimini replicati, i criminologi hanno presto iniziato a rendersi conto che la copertura mediatica ha avuto un ruolo nell'ispirare altri criminali a commettere crimini in modo simile e anche per i non criminali di iniziare a commettere crimini quando altrimenti non avrebbero potuto farlo.
The Copycat Effect, scritto da Loren Coleman, descrive l'effetto che i mass media hanno su crimini e suicidi che sono ispirati a crimini che sono stati ampiamente coperti da tutti i media. L'opinione di Coleman sui media è che la copertura costante di questi eventi, piuttosto che gli eventi con un messaggio positivo, conferisce a questi criminali un tipo di fama. I cinque minuti di fama, libri o film dedicati a questi criminali provocano individui con la tendenza a comportarsi in modo simile. A causa di questo tipo di fama, si verifica "l'effetto copycat".

## Esempi
Vari atti criminali sono stati ispirati da molti programmi televisivi, film, libri e altri criminali. Un elenco di alcuni reati che sono stati il risultato dell'effetto copycat sono:

### Libri
Il capolavoro di Goethe I dolori del giovane Werther del 1774, in cui un personaggio si suicida per una delusione d'amore, fu ritenuto dalle autorità 
come di "ispirazione" per molti casi di suicidio avvenuti negli anni seguenti. Per contrastare il fenomeno (denominato "effetto Werther") dell'emulazione, i giornalisti e la stampa hanno aderito a protocolli internazionali di divulgazione per ridurre l'esposizione mediatica del tema.

### Serie TV
La serie TV Breaking Bad è stata sospettata di aver ispirato una serie di crimini. La serie raffigura un insegnante di chimica di high school con il cancro che inizia a produrre e vendere metanfetamina per ottenere denaro per le sue costose cure mediche. Alcuni crimini includono quanto segue:
- A Kansas City la polizia ha scoperto nel 2010 lo scambio di metanfetamine di colore blu che sembravano ispirarsi alla meth di Walter White.[2]
- Un uomo di 27 anni, Jason Hart, è stato dichiarato colpevole di aver strangolato a morte la sua ragazza, e di aver usato l'acido solforico in un tubo di plastica per smaltire il corpo. L'incidente ha avuto molte somiglianze con varie scene di Breaking Bad, in cui White e Jesse Pinkman dispongono i corpi in modo simile. In seguito è stato scoperto che era stato un fan di Breaking Bad.[2]
- In Alabama uno spacciatore di 55 anni si faceva chiamare Walter White.[2]
- Stephen W. Doran, insegnante ed ex membro della Camera dei rappresentanti del Massachusetts dal 1981 al 1995, è stato arrestato nel 2013 quando la polizia ha trovato in suo possesso quasi mezzo chilo di metanfetamina e $10.000 in contanti, oltre a varie attrezzature. L'uomo è poi apparso in tribunale con una testa ben rasata e in seguito è stato scoperto che stava combattendo contro il cancro. Era stato ispirato dal programma televisivo a guadagnare denaro in modo da poter ricevere l'intervento chirurgico di cui aveva bisogno.[2]

### Film
- Scream: un giovane di 24 anni, Thierry Jaradin, ha pugnalato una ragazza, Alisson Cambier, 30 volte, in modo molto simile al modo in cui la vittima veniva pugnalata nel film. Il ragazzo indossava inoltre il costume di Ghostface e in seguito confessò di aver pianificato l'omicidio in modo simile al film.[3]
- Fight Club: ci sono stati molti incidenti ispirati al film. Uno degli incidenti si è verificato nel 2009 durante il weekend del Memorial Day a New York, quando alcune bombe furono lanciate in vari luoghi, presumibilmente con l'intento di rappresentarne l'oppressione. Un uomo chiamato Kyle Shaw, membro di un club di combattimento locale, è stato giudicato colpevole.[3]
- Saw - L'enigmista: a Salt Lake City una madre ha denunciato il figlio e un suo amico, entrambi adolescenti, dopo aver sentito che stavano progettando di rapire, torturare e uccidere persone. I ragazzi avevano programmato di dare ad alcune persone, che avevano fatto del male ad altri, una lezione, installando persino delle telecamere per poter registrare i loro omicidi. Nel Tennessee due ragazze sono state accusate di molestie telefoniche dopo aver lasciato a una donna di 52 anni un messaggio vocale (simile a quelli del film) in cui si afferma che avevano la sua amica e stavano per rilasciare un gas tossico. Il messaggio continuava dicendo che la donna poteva o rischiare la vita per salvare la sua amica o lasciarla morire.[3]
- Il cavaliere oscuro: nel 2012 si è verificata una sparatoria di massa in un cinema pieno di fan di Batman, in cui l'autore, quando arrestato, ha affermato di essere Joker. Nel 2010 un uomo del Wisconsin ha aggredito suo cugino e la sua ragazza, vestito da Joker, quando li ha trovati dormire insieme. Nel 2009 una giovane ragazza ha attaccato il suo insegnante con una lama di rasoio; il suo viso era stato dipinto in modo simile al Joker.[3]
- Arancia meccanica: nel Regno Unito il film fu ritirato dal commercio nel 1973 perché alcuni crimini furono ritenuti "ispirati" da scene del film, ritenuto troppo estremo[4][5]. In Italia alcuni fatti di cronaca nera a cavallo tra gli anni settanta e ottanta furono ritenuti dagli inquirenti come ispirati al film, tanto che la stampa arrivò a battezzarne gli autori "Banda dell'Arancia Meccanica": un gruppo di balordi di periferia, tra i quali un ex agente di polizia e una guardia giurata, compiva incursioni notturne nelle abitazioni di alcuni VIP romani, sottoponendoli a violenze e sevizie, un gioco che durò fintanto che funzionò l'arma del ricatto in cambio dell'omertà. A loro volta, da questi fatti è stato tratto il libro di Dido Sacchettoni "Le notti dell'arancia meccanica", e a sua volta il film di Claudio Caligari "L'odore della notte" (1998).
- Taxi Driver: in una famosa scena del film, il protagonista tenta di attentare alla vita di un candidato presidenziale, rinunciandovi. Nel 1981 John Hinckley Jr. attentò alla vita di Ronald Reagan, all'epoca presidente degli Stati Uniti, dichiarandosi ispirato da molte scene del film e da un'ossessione maniacale verso l'attrice Jodie Foster[6][7][8][9][10].

### Criminali
- Killer dello Zodiaco: alla fine degli anni 1960, vicino a San Francisco, un uomo non identificato uccise almeno cinque persone e ne ferì altre due, inviando al contempo lettere di scherno e codici ai media. Venti anni dopo, Heriberto Seda attaccò le proprie vittime in modo simile, a New York, uccidendole con una pistola artigianale. Eddie lasciava biglietti simili sulla scena del crimine e inviò lettere criptiche alla polizia. A differenza del killer dello zodiaco, venne catturato a causa delle impronte digitali lasciate sui biglietti.[11]
- Sequestro di persona a scopo di estorsione: dal 1960 al 1973 gruppi di pastori sardi[12] e membri di criminalità organizzata[13] sostennero sequestri a scopo di estorsione, i più eclatanti dei quali ai danni di Fabrizio De André, Dori Ghezzi e John Paul Getty III[14]. L'ampia copertura mediatica fornita all'epoca dei fatti ed i riscatti incassati con successo, spesso reinvestiti in attività criminali o terroristiche, incitarono moltissimi imitatori ed anche le ndrine calabresi[15] su tutta la penisola per tutti gli anni settanta ed ottanta, quando nuove normative dedicate resero difficile ed affievolirono il fenomeno criminale.
- Massacro della Columbine High School: nel 1999, due studenti della Columbine High School in Colorado entrarono nell'istituto armati e con esplosivi, uccidendo 15 persone e ferendone altre 24, per poi suicidarsi a loro volta; la violenza dell'attentato, che prevedeva un tentativo fallito di demolire l'intera scuola con esplosivi, sconvolse l'opinione pubblica tanto che "columbine" viene tuttora considerata come emblema dello stragismo scolastico[16]. L'FBI statunitense ha dichiarato che oltre ottanta attentati e stragi (soprattutto nell'ambito scolastico) avvenuti negli anni a venire sono stati considerati "palesemente ispirati" dalla violenza espressa a Columbine[17], denominati dai media "Columbine effect"[18].
- Attentati del 22 luglio 2011 in Norvegia: in un duplice attentato a distanza l'uno dall'altro, un uomo si rese responsabile della morte violenta di 77 persone tra il governo norvegese ed un gruppo di civili inermi. Le azioni e l'arresto dell'attentatore hanno influenzato molti attacchi successivi negli anni, dando il via a svariati fenomeni di imitazione, perpetrati da emulatori e ammiratori.[19] L'autore del massacro alla Sandy Hook Elementary School, Adam Lanza, aveva in precedenza manifestato l'intenzione di superare Breivik.[20] Il 21 novembre 2012 un uomo di nazionalità polacca fu fermato con l'accusa di pianificare un attacco con bombe al parlamento polacco ispirato proprio a quello di Breivik.[21] L'assassino della strage di Monaco di Baviera del 22 luglio 2016, Ali Sonboly, aveva la foto di Breivik come immagine profilo su WhatsApp e aveva scelto la data dell'attacco proprio come "omaggio" a Breivik.[22] L'australiano Brenton Tarrant, che il 15 marzo 2019 ha fatto strage di fedeli in due moschee a Christchurch, uccidendo 51 persone, dichiarò di essersi ispirato principalmente a Breivik e a Dylann Roof.

## Cause
È stato dimostrato che spesso le persone che imitano i crimini visti nei media (in particolare notizie e film violenti) hanno dei precedenti penali, gravi problemi di salute mentale o storie di violenza che suggeriscono che l'effetto dei media è indiretto (colpendo il comportamento criminale) piuttosto che diretto (influendo direttamente sul numero di criminali). Tuttavia, quell'influenza indiretta che i media hanno sull'individuo dà loro l'idea di come commettere il crimine. Il tipo di reazione che fornisce la copertura mediatica dei crimini può determinare il percorso che potrebbe seguire un altro criminale; ciò è dovuto al fatto che la maggior parte dei criminali copycat sono intenti al valore scioccante delle loro azioni cercando di fare qualcosa che causi un'elevata copertura mediatica e l'orrore della popolazione.

## Prevenzione
Il criptozoologo americano Loren Coleman e l'autore Zeynep Tufekci hanno suggerito che i crimini da effetto copycat possono essere prevenuti attraverso una serie di mezzi, incluso l'uso di un linguaggio non sensazionalista accuratamente selezionato da parte delle forze dell'ordine e dei media quando si comunicano notizie di crimini al pubblico; evitando il rilascio di dettagli sui metodi di reato e il nome dei sospettati; evitare la perpetuazione di cliché e stereotipi sui criminali e le cause del loro comportamento; enfasi sull'effetto dei crimini sulle vittime e sui loro cari; e includendo fattori protettivi come le linee guida durante la pubblicazione di storie su tali crimini.